# Novotîșkivka, Dobrovelîcikivka
Novotîșkivka (în ucraineană Новотишківка) este un sat în comuna Haiivka din raionul Dobrovelîcikivka, regiunea Kirovohrad, Ucraina.

## Demografie
Componența lingvistică a localității Novotîșkivka
     Ucraineană (96,23%)
     Română (1,89%)
     Belarusă (1,89%)
Conform recensământului din 2001, majoritatea populației localității Novotîșkivka era vorbitoare de ucraineană (96,23%), existând în minoritate și vorbitori de română (1,89%) și belarusă (1,89%).